# Jordan Galland
Jordan Galland (født 2. januar 1980) er en amerikansk musiker  og filmproducent.

## Musik
Atten år gammel dannede Galland rockegruppen Dopo Yume, som spillede på koncerterne sammen med Rufus Wainwright (søn af den kendte Loudon Wainwright III), Cibo Matto, og Phantom Planet. I tillæg har Galland samarbejdet med sin barndomsven Sean Lennon  og spillet elektrisk piano på Mark Ronsons album Version.

## Film
Gallands kortfilm fra 2005, Smile for the Camera, fik pris for bedste filmhåndværk ved New Yorks uafhængige internationale film- og videofestival i 2005. Han instruerede, fotograferede og redigerede filmen selv, foruden også at skrive filmmusikken og temasangen sammen med Sean Lennon og Timo Ellis.
En animeret musikvideo til hans band Domino, Green Umbrella, blev vist ved flere filmfestivaler i USA og i Madrid ved Alcine37.
Hans langfilmdebut, Rosencrantz and Guildenstern Are Undead både skrev og instruerede han, og den blev filmet i New York iløbet af 2007, men er endnu ikke klargjort og vist.

## Filmography
| Year | Title                                   | Comments           |
| 2005 | Green Umbrella                          | Writer/actor       |
| 2007 | Rosencrantz and Guildenstern are undead | Executive Producer |
| 2008 | Coin Locker Babies                      | Screen Writer      |

## Manuskriptforfatter
- (2005) Smile For The Camera (Sean Lennon)
- (2006) Friendly Fire (Sean Lennon)
- (2008) (i produktion) Coin Locker Babies (Sean Lennon)